# Opatów (Łęka Opatowska)

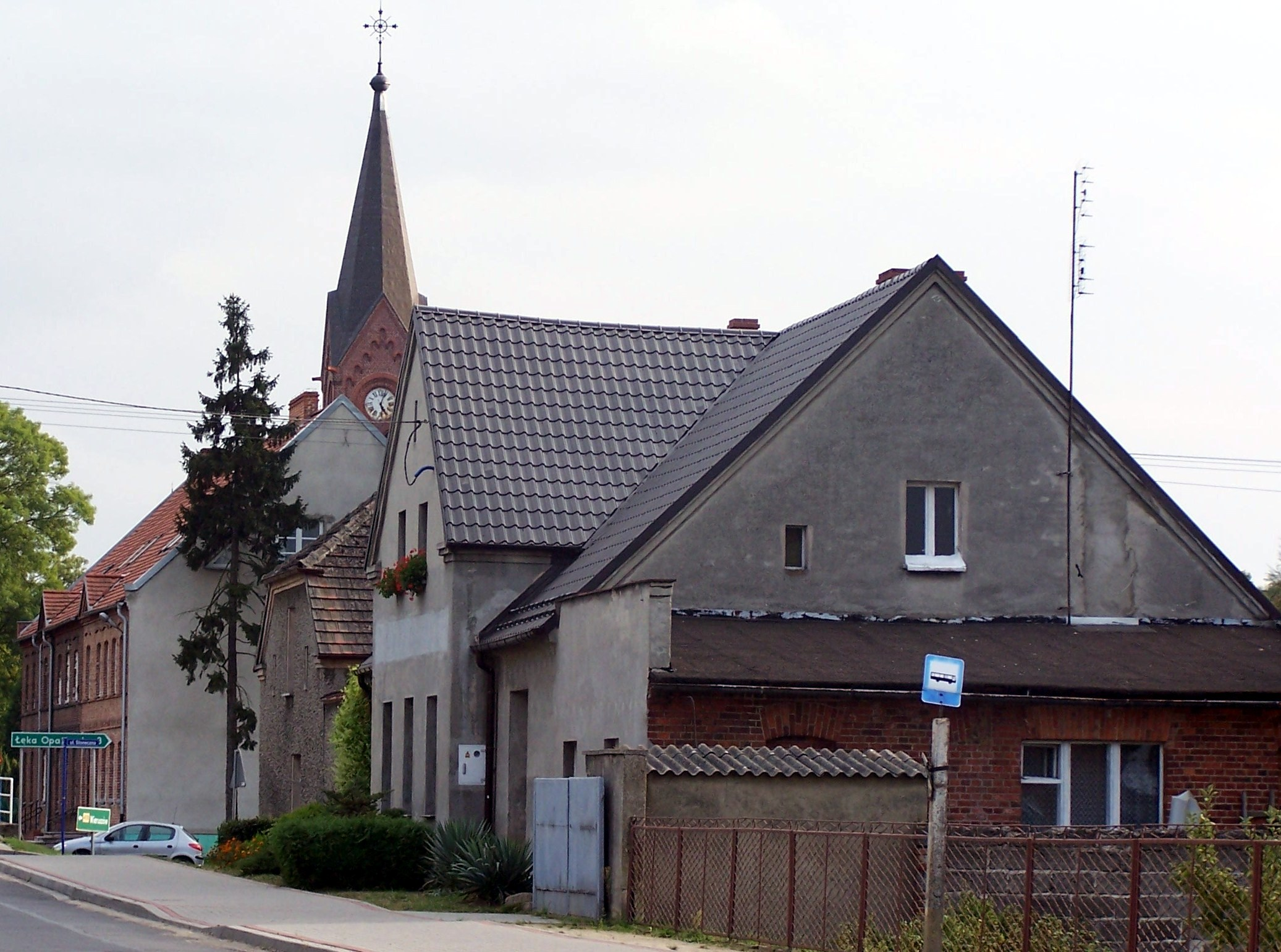
In Opatów, St. Florianskirche verdeckt im Hintergrund

Opatów (deutsch Opatow, 1939–1945 Wölfingen) ist ein Dorf im südlichsten Zipfel der polnischen Woiwodschaft Großpolen, im Powiat Kępiński, in der Gmina Łęka Opatowska. Der Ort liegt an der Kreuzung zwischen der Landesstraße 11 (droga krajowa 11) und der Woiwodschaftsstraße 450 (droga wojewódzka 450).

## Geschichte
Gegründet wurde Opatów um das Jahr 1184. Die Gründung des Dorfes wurde 1239 von Heinrich dem Frommen urkundlich bestätigt. Im Zuge der Zweiten Teilung Polens 1793 fiel Opatów an Preußen und wurde in die neue Provinz Südpreußen eingegliedert.
Von 1807 bis 1815 gehörte Opatów zum Herzogtum Warschau, ehe es nach dem Wiener Kongress wieder preußisch wurde, diesmal als Teil der Provinz Posen. 1874 wurde die evangelische Gemeinde Laski-Opatów aus Kępno ausgegliedert. 1891 wurde eine evangelische Kirche gebaut. Am Ende des 19. Jahrhunderts zählte die evangelische Gemeinde Laski-Opatów etwa 1000 verstreute Seelen.
Nach dem Ersten Weltkrieg und der Gründung der Zweiten Polnischen Republik wurde die Gemeinde wieder polnisch und wurde in die Woiwodschaft Posen eingegliedert. 1934 wurde Opatów Verwaltungssitz der neugegründeten Landgemeinde Opatów.
Während des Zweiten Weltkriegs war Opatów Teil des Reichsgaus Wartheland.
Nach 1945 wurde die alte Landgemeinde in der Woiwodschaft Posen wiederhergestellt. 1973 ging sie in der neu gegründeten Gmina Łęka Opatowska auf, die 1975 in die neue Woiwodschaft Kalisz eingegliedert wurde. Seit der Gebietsreform von 1999 schließlich liegt Opatów in der Woiwodschaft Großpolen.

## Persönlichkeiten
- Friederike Kempner (1828–1904), schlesische Dichterin